# Casa Stefan Zweig

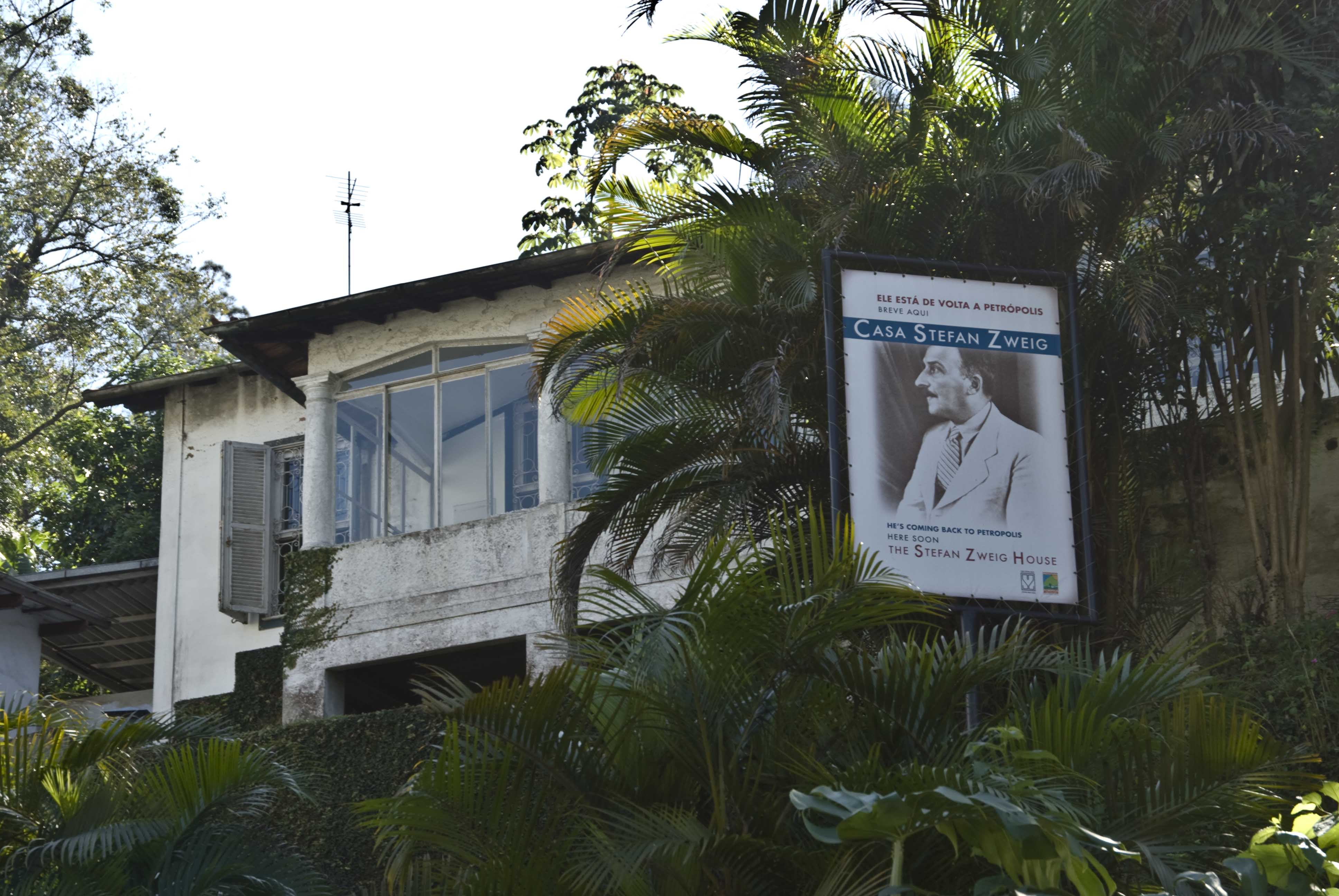
Casa Stefan Zweig

Casa Stefan Zweig är sedan 2012 ett privat museum över Stefan Zweigs liv i Brasilien, som ligger i Petrópolis norr om Rio de Janeiro i Brasilien.
Casa Stefan Zweig är inrymt i det hus som hyrdes av Stefan Zweig och hans andra hustru Charlotte (Lotte) Altmann  fem månader från mitten av 1941 till parets död i gemensamt självmord i februari 1942. Det köptes efter många års förfall av tio privatpersoner och rustades upp och drivs av en ideell organisation som grundades 2006 för ändamålet. Initiativtagare var den brasilianske journalisten och författaren Alberto Dines (född 1932).